# Мартін Груштак
Мартін Груштак (нім. Martin Hrustak; 17 жовтня 1913 — 18 серпня 1944) — німецький військовослужбовець, оберфельдфебель вермахту (травень 1943). Кавалер Лицарського хреста Залізного хреста з дубовим листям.

## Біографія
Служив у чехословацькій армії унтерофіцером. 1 грудня 1939 року вступив у вермахт. З 1940 року служив у 162-му піхотному полку 61-ї піхотної дивізії, з якою з червня 1941 року брав участь у Німецько-радянській війні. З початку 1942 року — командир взводу 7-ї роти свого полку. Був смертельно поранений у бою.

## Нагороди
- Залізний хрест
  - 2-го класу (30 вересня 1941)
  - 1-го класу (8 січня 1943)
- Штурмовий піхотний знак в сріблі
- Медаль «За зимову кампанію на Сході 1941/42»
- Лицарський хрест Залізного хреста з дубовим листям
  - лицарський хрест (11 грудня 1943)
  - дубове листя (№473; 14 травня 1944)
- Нагрудний знак ближнього бою в бронзі
- Нагрудний знак «За поранення» в сріблі